# Leont (orador)
Leont (en llatí Leo o Leon, en grec antic Λέων, -οντος) fou un orador i ambaixador atenenc que junt amb Timàgoras va ser enviat l'any 367 aC a la cort persa, on també van anar al mateix temps ambaixadors de Tebes, Esparta i altres estats grecs.
El tebà Pelòpidas va obtenir del rei persa Artaxerxes tot el que li va demanar i Lleó va protestar en debades contra un decret que obligava Atenes a entregar tots els seus vaixells. Timàgoras, en canvi, es va guanyar el favor del rei persa, quan li va donar la raó i va donar suport a les seves concessions a Tebes. Aquesta conducta no va agradar a Lleó que a la tornada va denunciar al seu col·lega que finalment va ser condemnat a mort.